# Abus
Het vuurwapen abus (Obüs is Turks voor houwitser) is een vroege vorm van artillerie, ontwikkeld in het Ottomaanse Rijk. De abus is relatief klein, maar te zwaar om al dragend af te vuren, daarom heeft het een statief voor gebruik. De abus heeft een kaliber van rond de  230 mm. Abusgeschut werd ondanks dat het een type houwitser is, voornamelijk tegen infanterie gebruikt.